# Cisca Wijmenga
Tjitske Nienke (Cisca) Wijmenga (Drachten, 16 februari 1964) is een Nederlandse hoogleraar Humane Genetica aan de Rijksuniversiteit Groningen en het Universitair Medisch Centrum Groningen (UMCG). Tevens werd zij op 1 september 2019, als opvolger van Elmer Sterken, de eerste vrouwelijke rector magnificus van de Rijksuniversiteit Groningen.

## Biografie
Wijmenga studeerde biologie aan de Rijksuniversiteit Groningen (RUG) en promoveerde in 1993 cum laude aan de Universiteit Leiden.
Van 2003 tot 2007 was ze hoogleraar aan de Universiteit Utrecht en sinds 2007 hoogleraar Humane Genetic aan de Rijksuniversiteit Groningen. Daarnaast was ze van 2013 tot 2015 gasthoogleraar aan het Centrum voor Biotechnologie in Turku (Finland) en van 2016 tot 2019 gasthoogleraar aan de Universiteit van Oslo waar zij werd aangetrokken als onderdeel van de strategie om daar een toonaangevende onderzoeksomgeving voor menselijke immunologie op te bouwen.
Sinds 2017 bekleedt zij de Lodewijk Sandkuijl leerstoel aan de Rijksuniversiteit Groningen.

## Onderzoek
Het onderzoek van Wijmenga is gericht op het ontrafelen van de oorzakelijke genetische factoren achter sommige erfelijke ziekten. Hoe leidt variatie in erfelijk materiaal tot ziekte en hoe kunnen we die kennis gebruiken om ziekten te voorkomen of te behandelen?
Voor haar promotie in Leiden deed Wijmenga onderzoek naar de genetische oorzaken van de zeldzame spierziekte facioscapulohumerale dystrofie (FSHD).
Als postdoc deed ze onderzoek naar acute myeloïde leukemie veroorzaakt door een inversie van chromosoom 16 in het laboratorium van de Amerikaans geneticus Francis Collins, die op dat moment leiding gaf aan het Human Genome Project, het consortium dat als eerste het menselijk genoom heeft afgelezen. Wijmenga maakte een muismodel waarin die inversie van het chromosoom werd nagebootst (een zogenaamde knock-in muis).
Zelf was Wijmenga project leider van het Genoom van Nederland, een studie waarin van 250 trio families (vader, moeder, kind) het hele DNA werd afgelezen. Ook is Wijmenga actief betrokken bij de Lifelines cohort studie waarbij gedurende 30 jaar meer dan 167.000 mensen worden gevolgd om gericht beleid op het terrein van gezonder oud worden (oftewel: "healthy ageing") mogelijk te maken.
Ook is ze betrokken bij het Europese PreventCD project dat als doelstelling heeft om het aantal mensen met Coeliakie (vorm van glutenintolerantie) in Europa aanzienlijk te verminderen door primaire preventiestrategieën voor Coeliakie te ontwikkelen.
Volgens de Nederlandse Organisatie voor Wetenschappelijk Onderzoek heeft Wijmenga het belang van het in kaart brengen van genen voor verschillende ziektes wereldwijd een sterke impuls gegeven. Ze wordt beschouwd als één van de wereldleiders op dit gebied.
Ook was Wijmenga promotor van 57 promovendi waarvan er 9 cum laude promoveerden.

## Lidmaatschappen van academies
- 2012: Koninklijke Nederlandse Akademie van Wetenschappen[10],
- 2013: Academia Europaea[11],
- 2016: Koninklijke Hollandsche Maatschappij der Wetenschappen (KHMW)[12],
- 2017: Fryske Akademy[13]
- 2022: European Molecular Biology Organization (EMBO).[14][15]
- Lid van de stuurgroep van het Nederlandse Organ-on-a-Chip Initiative (NOCI).[16] Het Organ-on-Chip Initiative is een NWO-zwaartekrachtproject dat wordt gefinancierd door het ministerie van Onderwijs, Cultuur en Wetenschap van de Nederlandse regering.
- 2024: Benoemd tot raadslid van de Adviesraad voor Wetenschap, Technologie en Innovatie (AWTI).[17]

## Onderscheidingen
- In 2015 was ze een van de vier winnaars van de Spinozapremie, de hoogste Nederlandse onderscheiding voor academici die werkzaam zijn in Nederland.[18] Ze werd onderscheiden voor haar onderzoek naar de genetische factoren in relatie met de glutenintolerantieziekte coeliakie.[19] Ze toonde ook aan dat verschillende auto-immuun ziektes een gemeenschappelijk genetische factor delen.
- Wijmenga is op 20 september 2018 benoemd tot Ridder in de Orde van de Nederlandse Leeuw.[20]
- In 2018 ontving zij de United European Gastroenterology Research Prize Award.[21]
- In 2022 ontving zij de Galjaard Award 2022 van de Nederlandse Vereniging voor Humane Genetica (NVHG). De prijs is vernoemd naar prof. dr. Hans Galjaard, een van Nederlands meest gelauwerde genetici.[22]
- Beste vrouwelijke wetenschapper van 2022 (Research.com).[23]

## Publicaties
Wijmenga publiceerde meer dan 563 wetenschappelijke artikelen of werkte daar aan mee.
Haar h-index is 176 en haar i10- index is 602; dat betekent dat 169 publicaties elk minstens 169 keer zijn geciteerd en dat 602 publicaties elk minstens 10 keer zijn geciteerd. In totaal werden haar onderzoekspublicaties meer dan 132.000 maal geciteerd.
- International Standard Name Identifier: 0000 0003 9305 6398
- Library of Congress Control Number: n2016191550
- NARCIS: PRS1277462
- Nederlandse Thesaurus van Auteursnamen: 104713216
- ORCID: 0000-0002-5635-1614
- Virtual International Authority File: 287184511
- WorldCat: E39PBJrGwrWr4Cb7yQJXvkPbBP